# Incidente aéreo de Oasis (Misiones)
El incidente aéreo de Oasis ocurrió en la Provincia de Misiones, Argentina, el 20 de agosto de 1960, cuando un avión Beechcraft Bonanza del Ejército Paraguayo intentó ingresar de manera clandestina al municipio de Jardín América, de cuyo centro urbano dista unos 10 kilómetros y se halla a unos 3 kilómetros del río Paraná con abierta intención de recabar datos sobre defensas costeras.

## Desarrollo
La aeronave paraguaya despegó ese día sábado de una base militar ubicada en Capitán Meza, un municipio situado en el Departamento de Itapúa y luego cruzó territorio argentino al atravesar el río Paraná, informados de que -como era fin de semana- las fuerzas argentinas estarían descansando. A la hora 10:20, militares de la flamante Agrupación IV «Misiones» de Gendarmería Nacional Argentina y del Ejército Argentino percibieron el ruido del monomotor aéreo y repelieron el avance furtivo con ráfagas intermitentes de ametralladoras. El Bonanza pudo escapar y volvió a su base.

Un Beechcraft Bonanza del Ejército Paraguayo, con base de operaciones en la vecina Capitán Meza, sobrevoló territorio argentino en abierta violación de los tratados internacionales.
Crónica de Antonio R. Faccendini en La Gaceta Jardinense (página 168, 21 de agosto de 1960)

En la mañana de hoy un hecho inusual, con ribetes de acción bélica, acaeció en Oasis, donde se encuentran apostados contingentes de Gendarmería Nacional y fuerzas del Ejército Argentino, comandadas por el Subteniente Muñoz.
Fue precisamente Muñoz quien nos informó que aproximadamente a las 10:20 horas incursionó, sobrevolando territorio argentino, un avión del Ejército Paraguayo con base en Capitán Meza, con abierta intención de recabar datos sobre nuestras defensas costeras. Con respuesta inmediata el subteniente ordenó abrir fuego contra la máquina incursora, produciéndose un violento tableteo de ametralladoras que fue escuchado algunos kilómetros a la redonda.
Crónica de Diario El Territorio (21 de agosto de 1960)